# Giulia Di Quilio

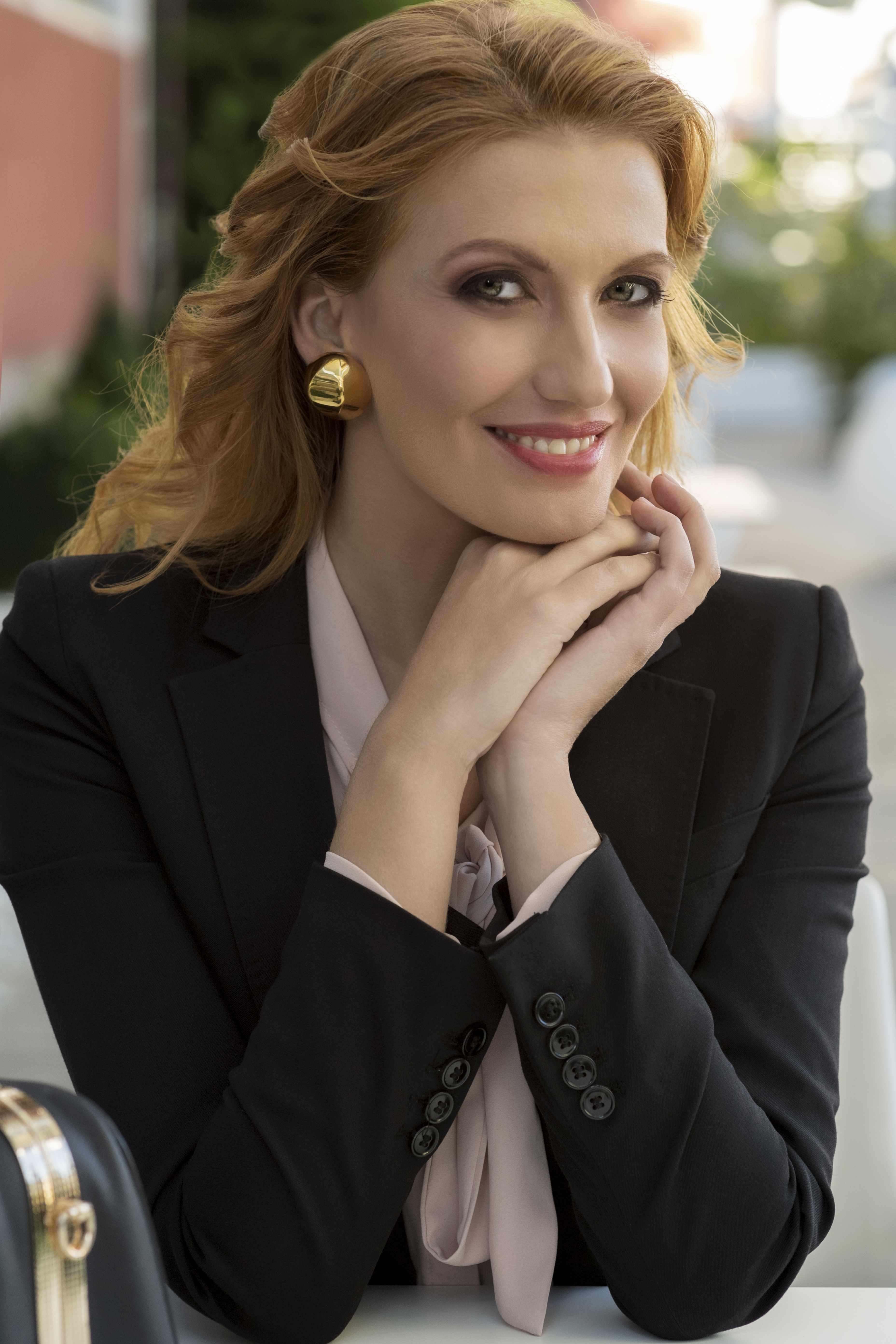
Giulia Di Quilio

Giulia Di Quilio (Chieti, 14 novembre 1980) è un'attrice italiana.

## Biografia
Si trasferisce a Roma, non ancora maggiorenne, per seguire i corsi di recitazione presso il laboratorio teatrale Ribalte di Enzo Garinei. Nel 2005 prosegue nella sua preparazione professionale con una borsa di studio finanziata dalla Regione Lazio nella specializzazione di Actors for screen.
Il suo primo ruolo di rilievo al cinema, dopo qualche esperienza teatrale, è del 2006 con Le ferie di Licu di Vittorio Moroni. Subito dopo arriva la partecipazione al film La sconosciuta di Giuseppe Tornatore nel ruolo della segretaria degli Adacher, successivamente partecipa al film Amore 14, diretta da Federico Moccia, e alla serie di Crimini, nell'episodio Cane Nero per la regia di Claudio Bonivento.
Nel 2011 scopre l'arte del burlesque, iniziando così un percorso parallelo, che la porterà a diventare una delle performer italiane più riconosciute in questa arte performativa, partecipando prima al talent televisivo in onda su Sky Uno Lady Burlesque (dove sarà tra le finaliste) accanto a Giampaolo Morelli, e successivamente come prima donna del musical BURLESQUE Dalla foglia alla Voglia, diretto dal maestro dello spettacolo leggero Gino Landi, in scena nella primavera del 2012 al Salone Margherita (Roma), oltre a esibirsi nei maggiori eventi legati a questa forma di intrattenimento, e in diversi festival in Europa (Stoccolma, Ginevra, Istanbul, Nizza, Berlino) e in Australia (Brisbane, Melbourne, Sydney).
Parallelamente prosegue il suo percorso di attrice in teatro: nel giugno del 2012 è in tournée con il Miles Gloriosus di Plauto, per la regia di Alvaro Piccardi nel ruolo di Acroteleuzia, accanto all'attore Edoardo Siravo.
Nel 2013 viene scelta da Paolo Sorrentino per un ruolo nel film premio Oscar La grande bellezza, in cui interpreta, insieme a Lorenzo Gioielli, una coppia scambista che cerca di inserire nel proprio ménage il protagonista Toni Servillo. 
Nel 2014 interpreta a teatro il ruolo di Linda Ash, la protagonista dell'adattamento teatrale del film La dea dell'amore di Woody Allen, ottenendo buone critiche.
Nel 2016 pubblica per Gremese editore il libro Eros e Burlesque, dove racconta la sua esperienza di diva del burlesque, insieme alla storia delle pioniere di questa arte (Gypsy Rose Lee, Lili St. Cyr, Bettie Page ecc.) firmando l'opera con il nome d'arte, scelto per la professione burlesque, di Vesper Julie.
Successivamente viene scelta come femme fatale nel cortometraggio The Red Stain, prodotto da Roman Coppola per l'azienda vinicola di famiglia, diretto da Rodrigo Savedra e presentato al Sundance Film Festival 2018. Sempre nel 2018 è tra i protagonisti della commedia Non è vero ma ci credo, ed inoltre entra come guest in Un posto al sole interpretando il ruolo di Clara Fiorito.
Ha partecipato con un suo speech al TED di Pescara nel 2024, portando in questo tipo di format per la prima volta il burlesque e le tematiche di rivendicazione femminile ad esso connesse.

### Vita privata
È sposata con l'autore Valdo Gamberutti e madre di due gemelli.

## Teatro
- Finalmente mi sposo di Giannalberto Purpi, regia di Marco Lapi (2000)
- Pazzo d'amore, regia di Enzo Garinei (2002)
- Briciole di vita, regia di Giorgio Mattioli (2004)
- Il canto delle api, regia di Giorgio Mattioli (2005)
- Molto rumore per nulla di William Shakespeare, regia di Matteo Ziglio (2010)
- Burlesque – Dalla foglia alla voglia, regia e coreografie di Gino Landi (2012)
- Toccata e fuga di Derek Benfield, regia di Massimo Cardinali (2013)
- Miles Gloriosus di Plauto, regia Alvaro Piccardi (2013)
- La dea dell'amore di Woody Allen, regia di Antonello Avallone (2014)
- Woody e le donne di Woody Allen, regia di Antonello Avallone (2015)
- In nome del Papa Re di Luigi Magni, regia di Antonello Avallone (2018)
- Lezioni di Burlesque - The secret Show di Valdo Gamberutti, regia di Francesco Branchetti (2018)
- Totò, Peppino e la Malafemmena di Manzari, Anton, Continenza, Avallone, regia Antonello Avallone (2019)
- Un passato senza veli – Le grandi dive del Burlesque, monologo (2022)
- La Misteriosa Fiamma della Regina Loana, regia Giuseppe Dipasquale (2022)
- OFF OFF VARIETY SHOW regia di Silvano Spada (2023)

## Filmografia

### Cinema
- 13dici a tavola, regia di Enrico Oldoini (2004)
- La sconosciuta, regia di Giuseppe Tornatore (2006)
- Le ferie di Licu, regia di Vittorio Moroni (2007)
- Amore 14, regia di Federico Moccia (2009)
- La grande bellezza, regia di Paolo Sorrentino (2013)
- Mi rifaccio vivo, regia di Sergio Rubini (2013)
- Il ministro, regia di Giorgio Amato (2015)
- Non è vero ma ci credo, regia Stefano Anselmi (2018)
- Agony, regia di Michele Civetta (2020)
- QN - Il quaderno nero dell'amore, regia di Marilù Manzini (2020)
- Le désir de peindre, regia di Jean Michel Després (2024)

### Cortometraggi
- The Red Stain, regia Rodrigo Saavedra (2017)
- L'invito,regia Sergio Stivaletti (2013)

### Televisione
- Sottocasa, registi vari - Soap opera - Rai 1 (2006)
- Io non dimentico, regia di Luciano Odorisio - miniserie TV - Canale 5 (2007)
- I Cesaroni 2, regia di Francesco Vicario - serie TV - Canale 5 (2008)
- Crimini 2: Cane nero, regia di Claudio Bonivento - film TV - Rai 2 (2010)
- Lady Burlesque, regia di Jocelyn Hattab - Sky Uno (2011)
- Stalk Radio, programma di Dario Cassini - Sky Uno (2011)
- Il restauratore, regia Giorgio Capitani e Salvatore Basile - Rai 1 (2011)
- Skin to the Max, regia di Steven Cantor - HBO (2012)
- Un posto al sole - soap opera, 16 episodi (2018)
- Bang Bang Baby - serie TV, episodi 1x08-1x09 (2022)

### Spot pubblicitari
- PerSempre Arredamento, regia di Giorgio Diritti (2005)
- Tirispetto, regia di Vittorio Moroni(2006)
- Foxlife, regia di Romana Meggiolaro (2010)
- Alitalia, regia di Fran Torres (2013)
- Mediaset Premium Academy serie, regia Paolo Genovese
- Mediaset Premium Academy serie, regia Fausto Brizzi
- Pasta Garofalo regia Tommaso Pinta

## Riconoscimenti
- Premio della Provincia di Chieti per la partecipazione al film premio Oscar La grande bellezza

## Pubblicazioni
- Eros e burlesque: la storia, i segreti e le immagini di un'arte che seduce gli uomini e affascina, sempre di più, anche le donne, Gremese editore, 2016, ISBN 978-88-8440-922-5